# 1960 en basket-ball

Chronologie du basket-ball
1959 en basket-ball - 1960 en basket-ball - 1961 en basket-ball
Les faits marquants de l'année 1960 en basket-ball

## Juin
- Championnat d'Europe féminin : URSS.

## Récapitulatifs des principaux vainqueurs de compétitions 1959-1960

### Masculins
| Europe - Coupe des clubs champions : ASK Rīga. - Espagne : Real Madrid. - France : Étoile de Charleville-Mézières. - Grèce : Olympiakós Le Pirée. - Israël : Hapoël Tel-Aviv. - Italie : Simmenthal Milano. - URSS : CSKA Moscou. - Yougoslavie : OKK Belgrade. | Amériques - National Basketball Association : Celtics de Boston. | Afrique, Asie, Océanie |

### Féminines
| Europe - Coupe des clubs champions : Daugava Rīga. - Espagne : non disputé (création en 1964). - France : Paris UC. - Grèce : non disputé (création en 1968). - Italie : A.P. Udinese. | Amériques | Afrique, Asie, Océanie |

## Septembre
- Jeux olympiques : États-Unis (masculin).

## Décès
- 26 mai : Charles Hemmerlin, joueur international français

- 9 novembre : Bibiano Ouano, joueur et entraîneur philippin

## Liens